# Macroglossum milvus
Macroglossum milvus is een vlinder uit de familie van de pijlstaarten (Sphingidae). De wetenschappelijke naam van de soort werd in 1833 gepubliceerd door Jean Baptiste Boisduval.